# Gummihammer

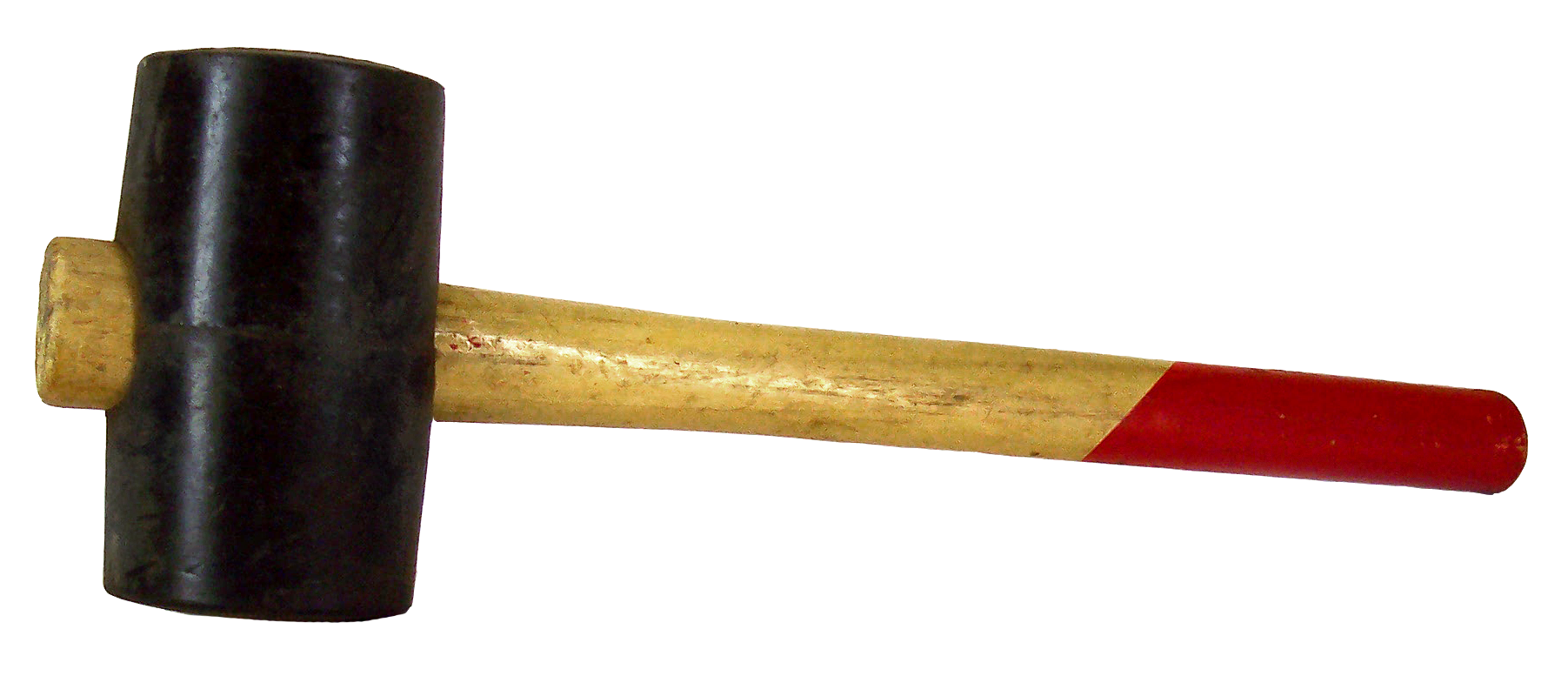
Ein Gummihammer

Ein Gummihammer ist ein Hammer mit einem dicken, meist zylindrischen Kopf, der aus einer Hartgummimischung besteht und in einen Holzgriff eingekeilt ist.
Gummihämmer werden vor allem verwendet, um empfindliche Bauteile festzuschlagen oder einzupassen und sie dabei nicht zu beschädigen, so zum Beispiel beim Festschlagen von Beschlägen oder Schlössern in Türen, beim Einpassen von dünnen Holzplatten an Möbelstücken, Blechen im Automobilbau oder Gipsplatten im Trockenbau.
Als Werkzeuge zur Verlegung von Fliesen oder Steinpflaster werden sie zum Festklopfen der verlegten Fliesen verwendet, da ein Metallhammer die Fliesen beschädigen würde. Für das Verlegen von Steinpflaster werden neben Gummihämmern auch Metallhämmer mit einem aufvulkanisierten Hartgummiaufsatz verwendet, sogenannte Plattenlegerhämmer.
Beim Zelten wird zum Einschlagen der Heringe in der Regel ein Gummihammer verwendet, damit sich durch die Hammerschläge am Hering keine Grate bilden.